# Grupo de Amaltea
Se llama Grupo de Amaltea a cuatro satélites relativamente pequeños de Júpiter, los cuales orbitan al planeta de forma inmediatamente interna a los cuatro satélites galileanos, por ello también se les llama a veces satélites internos de Júpiter. Dada la relativa corta distancia a Júpiter, la gravedad del sistema ha sincronizado la rotación de estos satélites. Las cuatro lunas tienen órbitas relativamente circulares, prógradas, y poco inclinadas con respecto al plano ecuatorial de Júpiter.

## Listado
Este grupo está compuesto por los siguientes satélites (listados en orden de distancia a Júpiter):
| Nombre   | Diámetro (km) | Masa (kg) | Radio orbital (km) | Periodo (d) | Inclinación (°) | Excentricidad | Imagen |
| -------- | ------------- | --------- | ------------------ | ----------- | --------------- | ------------- | ------ |
| Metis    | 43            | 1,2×1017  | 128.000            | 0,295       | 0,019           | 0,0012        |        |
| Adrastea | 26×20×16      | 7,5×1015  | 129.000            | 0,298       | 0,054           | 0,0018        |        |
| Amaltea  | 262×146×134   | 2,1×1018  | 181.400            | 0,498       | 0,388           | 0,0031        |        |
| Tebe     | 110×90        | 1,5×1018  | 221.900            | 0,675       | 1,070           | 0,0177        |        |

## Descripción del grupo
Partículas provenientes de Metis y Amaltea proveen material para los anillos de Júpiter. Al igual que las lunas internas de Saturno, es posible que estos cuatro satélites hayan sido destruidos por cometas y posteriormente reconstruidos por la gravedad a través de la historia del sistema solar.
Estas lunas orbitan muy cerca de Júpiter; las dos órbitas más internas en menos de un día joviano. Las dos últimas son, respectivamente, la quinta y séptima lunas más grandes del sistema joviano. Las observaciones sugieren que al menos el miembro más grande, Amaltea, no se formó en su órbita actual, sino más lejos del planeta, o que es un cuerpo menor del sistema solar capturado por Júpiter. Estas lunas, junto con una serie de posibles lunares internas aún no descubiertas, reponen y mantienen el débil sistema de anillos de Júpiter. Metis y Adrastea ayudan a mantener el anillo principal de Júpiter, mientras que Amaltea y Thebe mantienen sus propios anillos débiles externos.